# Strange Glacier
Strange Glacier – lodowiec w Latady Mountains w południowo-wschodniej Ziemi Palmera w południowej części Półwyspu Antarktycznego.
Lodowiec płynie wzdłuż południowego boku Crain Ridge i uchodzi do Gardner Inlet między Schmitt Mesa i Mount Austin. Jego dolny odcinek został zbadany przez FIDS-RARE ze Stonington Island w grudniu 1947. Lodowiec został sfotografowany z lotu ptaka w latach 1965–1967 i zmapowany przez United States Geological Survey. Nazwany ku czci Donalda Lee Strange’a, sanitariusza szpitala w stacji antarktycznej Amundsen-Scott zimą 1964 roku.